# MAFOR
Un MAFOR, abréviation de MArine FORecast, est un code international utilisé pour la transmission des prévisions météorologiques maritimes émises par les services météorologique nationaux. Il transforme la prévision en une série de chiffres qui sont plus rapides à transmettre sur les ondes radio que la prévision en clair. Le MAFOR comprend la région de prévision, les temps de validité, les vents, le temps, la visibilité et l’état de la mer. 

## Format
Un message MAFOR débute par le groupe temporel suivi par le nom de la région de prévision, puis d'un ou plusieurs groupes de cinq chiffres donnant le temps. Le tout peut être terminé par un groupe optionnel. Les différents éléments du code sont identifiés ainsi :
YYG1G1/ 0AAAam 1GDFmWm (2VSTxTn) (3DkPwHwHw)

### Groupes identificateurs
Chaque prévision débute par le groupe YYG1G1/ où :   
- YY : jour de validité en temps universel coordonné (UTC) ;
- G1G1 heure de commencement de la prévision (TUC). Minuit est codé 00 ;
- "/" : est un séparateur.

Il est suivi par le groupe 0AAAam ou 0 est l'identificateur du groupe et AAAam est la zone maritime à laquelle s'applique toute la prévision ou l'ensemble de prévisions. Il peut être remplacé par le nom géographique en clair de la région de prévision.

### Groupe météo
Le ou les groupes 1GDFmWm donnent les conditions météorologiques prévues. Si le temps est prévu d'être uniforme durant toute la période de prévision, un seul groupe sera utilisé. Par contre si la situation doit changer, plusieurs groupes seront codés, chaque groupe représentant une sous section de la prévision.
- 1 : est un identificateur international pour cette section ;
- G : est un code de longueur de prévision de cette section ;
- D : donne la direction des vents durant la période de prévision ;
- Fm : donne la force du vent du cette période ;
- Wm : donne le temps associé ;

| Valeurs possibles | G                      | D          | Fm (Échelle de Beaufort) | Wm                                                                                                |
| ----------------- | ---------------------- | ---------- | ------------------------ | ------------------------------------------------------------------------------------------------- |
| 0                 | Condition initiale     | Calme      | 0-3 (0 - 10 nœuds)       | Supérieur à 5 kilomètres                                                                          |
| 1                 | Prévision de 3 heures  | Nord-est   | 4 (11 - 16 nœuds)        | Risque d’accumulation de glace sur les superstructures (température de l'air entre 0 °C et −5 °C) |
| 2                 | Prévision de 6 heures  | Est        | 5 (17 - 21 nœuds)        | Fort risque d’accumulation de glace sur les superstructures (température de l'air sous −5 °C)     |
| 3                 | Prévision de 9 heures  | Sud-est    | 6 (22 - 27 nœuds)        | Brume (visibilité de 1 à 5 km)                                                                    |
| 4                 | Prévision de 12 heures | Sud        | 7 (28 - 33 nœuds)        | Brouillard (visibilité plus petite que 1 km)                                                      |
| 5                 | Prévision de 18 heures | Sud-ouest  | 8 (34 - 40 nœuds)        | Bruine                                                                                            |
| 6                 | Prévision de 24 heures | Ouest      | 9 (41 - 47 nœuds)        | Pluie                                                                                             |
| 7                 | Prévision de 48 heures | Nord-ouest | 10 (48 - 55 nœuds)       | Neige ou mélange de pluie et neige                                                                |
| 8                 | Prévision de 72 heures | Nord       | 11 (56 - 63 nœuds)       | Temps à grains avec ou sans averses                                                               |
| 9                 | Occasionnelle          | Variable   | 12 (64 - 71 nœuds)       | Orages                                                                                            |

### Groupes optionnels
Les groupes débutant par 2 et 3 donnent des informations supplémentaires optionnelles. Ce ne sont pas tous les pays qui les utilisent. Lorsqu'ils sont présents, ils suivent le groupe 1GDFmWm ayant la même période de validité. 
Le groupe 2VSTxTn donne des informations supplémentaires sur la visibilité, l'état de la mer et la température :
- V : code pour la visibilité ;
- S : État de la mer ;
- Tx : Température maximale durant la période ;
- Tn : Température minimale durant la période.

| Valeurs possibles | V                  | S                         | Tx/Tn (°C)   |
| ----------------- | ------------------ | ------------------------- | ------------ |
| 0                 | Moins de 50 mètres | Calme                     | Moins de −10 |
| 1                 | 50 à 200 mètres    | Calme (0 à 0,1 m          | −10 à −5     |
| 2                 | 200 à 500 mètres   | Plate (0,1 m à 0,5 m)     | −5 à −1      |
| 3                 | 500 à 1 000 mètres | Peu agité (0,1 m à 1,25 m | Environ 0    |
| 4                 | 1 km à 2 km        | Modérée (1,25 m à 2,5 m)  | 1 à 5        |
| 5                 | 2 km à 4 km        | Agitée (2,5 m à 4 m       | 5 à 10       |
| 6                 | 4 km à 10 km       | Très agitée (4 m à 6 m)   | 10 à 20      |
| 7                 | 10 km à 20 km      | Grosse (6 m à 9 m)        | 20 à 30      |
| 8                 | 20 km à 50 km      | Très grosse (9 m à 14 m   | Plus de 30   |
| 9                 | Plus de 50 km      | Énorme (Plus de 14 m)     | -            |

Le groupe 2DkPwHwHw des détails sur l'état de la mer :
- Dk : Direction d'où vient la houle ;
- Pw : Période des vagues ;
- Hw : Hauteur des vagues prévues en unités de 0,5 mètre

| Valeurs possibles | Dk         | Pw (secondes) |
| ----------------- | ---------- | ------------- |
| 0                 | Calme      | 10            |
| 1                 | Nord-est   | 11            |
| 2                 | Est        | 12            |
| 3                 | Sud-est    | 13            |
| 4                 | Sud        | 14 ou plus    |
| 5                 | Sud-ouest  | 5 ou moins    |
| 6                 | Ouest      | 6             |
| 7                 | Nord-ouest | 7             |
| 8                 | Nord       | 8             |
| 9                 | Variable   | 9             |

## Exemple
MAFOR 2014/
CORNWALL A MONTREAL.
12650 12730 12710 14900 11900 12110
Interprétation
- MAFOR 2014/ : Prévision maritime valide à partir de 14 h TUC le vingtième jour du mois courant ;
- CORNWALL A MONTREAL : Prévision pour le secteur du fleuve Saint-Laurent qui va de Cornwall à Montréal au Canada ;
- 12650 : première période de 6 heures, vents d'ouest Beaufort 8, visibilité supérieure à 5 km ;
- 12730 : seconde période de 6 heures, vents nord-ouest Beaufort 6, visibilité supérieure à 5 km ;
- 12710 : troisième période de 6 heures, vents nord-ouest Beaufort 4, visibilité supérieure à 5 km ;
- 14900 : les douze heures suivantes, vents calmes, visibilité supérieure à 5 km ;
- 11900 : les trois heures suivantes, vents calmes, visibilité supérieure à 5 km ;
- 12110 : les six heures suivantes, du nord-est Beaufort 4, visibilité supérieure à 5 km.